# Velîka Vedmejka, Manevîci
Velîka Vedmejka (în ucraineană Велика Ведмежка) este localitatea de reședință a comunei Velîka Vedmejka din raionul Manevîci, regiunea Volînia, Ucraina.

## Demografie
Componența lingvistică a localității Velîka Vedmejka
     Ucraineană (99,36%)
     Alte limbi (0,64%)
Conform recensământului din 2001, majoritatea populației localității Velîka Vedmejka era vorbitoare de ucraineană (99,36%), existând în minoritate și vorbitori de alte limbi.